# Серебряный котёл дури
«Серебряный котел дури» — пьеса в жанре — современная молодёжная драма, созданная по повести И. А. Агаповой в 1999 году. Главная тема пьесы строится вокруг борьбы с опасным социальным недугом — наркоманией. На сайте пьесы отмечается, что «Серебряный котел дури» уже в течение десятилетия уверенно удерживает позиции лидера среди постановочных молодёжных произведений.

## Сюжет
В небольшой южный город приезжает красавица москвичка Эрида. Она уводит парня у Юли. Обиженная Юля идет к колдунье, чтобы приворожить и вернуть любимого. Чтобы поразвлечься, вся компания едет в «пойму» варить «дурь», где и происходит развязка всех сюжетных линий..
Сюжет затрагивает глубинные «фрейдистские» мотивы психики молодых людей.
В провинциальном южном городе компания молодёжи изнывает от скуки и не может придумать себе никакого занятия. Все буквально оживают, когда Вика знакомит их со своей приехавшей погостить троюродной сестрой Эридой. Для неё приезд сюда — способ укрыться от чего-то… Но отдыха у Эриды не получается. Марк ради неё бросает свою девушку, и не дает ей прохода. Скука у ребят мгновенно сменяется на жестокие интриги, изобилующие местью, завистью и т. д.. Кроме того, молодёжь балуется наркотическим напитком из растущей повсеместно травы, которую называют «дурью». (Ребята варят её в большом серебристом котле — отсюда название произведения). Между тем, Эриду разыскивает влиятельный человек — Герман. Местные «братки» помогают ему найти её. Однако, за их помощь он должен с ними расплатиться. Все ключевые линии сюжета сходятся в местечке среди леса под названием «пойма». Здесь и происходит страшная развязка, в результате которой у молодёжи наступает прозрение: они натворили кучу ошибок и только пересмотрев всю свою жизнь и бросив наркотики, они могут спаси себя. (по прочтении пьесы).

## Персонажи
Всего 11 персонажей:
- Основные: Юлия, Марк, Вика, Эрида, Герман, Лелик.
- Второстепенные: Александр, Владислав, Лучия, Дин, Гоча.

## Место действия
Действие происходит в небольшом южном городе N (по данным еженедельников «Волжское обозрение», «Волжская неделя», «Волжская правда», прототипом является один из действительно существующих приволжских городов с реально существующими там проблемами молодёжной наркомании).

## Публикации, переиздания и тиражи пьесы
- Первая публикация. 2000 г. Впервые пьеса напечатана в сборнике сценариев и пьес «Праздник в школе. Выпускные балы, конкурсы» (М., 2000, «Рольф», авторы М. А. Давыдова, И. А. Агапова, стр. 190—233).
- Переиздания. С 2000 г. по настоящее время — ежегодно. (По каталогу Российской Государственной Библиотеки).

Неполный список изданий по РГБ (Каталог Российской Государственной Библиотеки).
- Книга «Праздник в школе», где пьеса «Серебряный котел дури» опубликована на стр. 190—233:
- Праздник в школе. Выпускные балы и конкурсы: для учащихся 8-11 классов / Маргарита Давыдова, Ирина Агапова. — 6-е изд. Москва : Айрис-пресс, 2007 (Можайск (Моск. обл.): Можайский полиграфкомбинат — 336 с; — (Внимание: дети!). — ISBN 978-5-8112-2444-9 Тираж 5000
- Праздник в школе. Выпускные балы и конкурсы: для учащихся 8-11 классов / Давыдова М., Агапова И.. — 5-е изд. Москва : Айрис-пресс, 2006 (Можайск (Моск. обл.): Можайский полиграфкомбинат — 336 с;- (Внимание: дети!). — ISBN 5-8112-2187-8 тираж 10000
- Праздник в школе. Выпускные балы и конкурсы : для учащихся 8-11 кл. / Маргарита Давыдова, Ирина Агапова. — Изд. 4-е изд. М. : Айрис-пресс, 2005: ОАО Можайский полигр. комб. — 336, с. ил; — (Внимание: дети!). — ISBN 5-8112-1488-X тираж 15000 экз
- Праздник в школе: Вып. балы, конкурсы : Для учащихся 8-11 кл. / Маргарита Давыдова, Ирина Агапова. М. : Айрис-Пресс: Рольф, 2001—336, с. ил.; — (Внимание: дети!). — ISBN 5-7836-0251-5 тираж 15000 экз

Дополнительные издания:
- 2008 г. Журнал «Сценарии и репертуар» (М., Творческий центр «Фест»). № 22, стр13-54.

Отрывки из пьесы:
- Книга «Театральные постановки в средней школе» Отрывок из пьесы «Серебряный котел дури»:
- Театральные постановки в средней школе : пьесы для 5-9 классов / И. А. Агапова, М. А. Давыдова Волгоград : Учитель, 2009—411 с; — (Общешкольные мероприятия). — На обл. авт. не указаны. — ISBN 978-5-7057-1709-5 Тираж 21000 экз
- Мы — патриоты! Классные часы и внеклассные мероприятия. 1-11 классы : : [сценарии мероприятий патриотического содержания, познавательные викторины о прошлом и настоящем России, тематические вечера] / И. А. Агапова, М. А. Давыдова Москва : ВАКО, 2008—366 с; — (Педагогика. Психология. Управление). — ISBN 978-5-94665-771-6 Тираж 17000

Суммарный тираж пьесы — более 200000 экземпляров.

## Постановки и рейтинг пьесы
За 12 лет существования к постановке пьесы обратились несколько сотен самодеятельных театральных коллективов школ, молодёжных центров, народных театров РФ и Ближнего Зарубежья.
Пьесу ставили в России (Муром, Дмитров, Северодвинск, Иркутск, Барнаул, Нерюнгри, Волгоград, Санкт-Петербург, Москва и др) и Ближнем Зарубежье (Эстония, Латвия, Белоруссия, Украина и др.)
В 2010 г. в Мурманской области по сюжету пьесы был снят телефильм «Город Несуществующий».
По результатам мониторинга Интернет-изданий, пьеса «Серебряный котел дури» за последние 10 лет является самым востребованным репертуарным произведением молодёжных театральных студий. С каждым годом число её постановок возрастает.
В 2013 году спектакль «Серебряный котел дури» по пьесе И. Агаповой включен в долгосрочную целевую программу «Обеспечение информационной безопасности детей, производства информационной продукции для детей и оборота информационной продукции во Владимирской области на 2013-2015 годы», курируемую Администрацией Владимирской области.

## Отзывы современных СМИ
В 2009 г. журнал «Новая библиотека» назвал пьесу «культовым произведением».
В апреле 2011 г. газеты «Комсомольская правда».
, «Курская правда». и др. в один голос назвали пьесу «Серебряный котел дури» «современной классикой».

## Награды
- 2000 г — И. А. Агапова за пьесу получила звание «Драматург XXI века».
- 2003 г — пьеса получила «Приз зрительских симпатий» фестиваля молодёжных театров Владимирской области
- 2011 г. — фестиваль «Улыбка» (Наро-Фоминск, номинация «Театр и педагогика»),
- 2011 г. — фестиваль «Давыдовский» (Москва, Приз президента фестиваля).
- 2013 г. 25 марта — 1 место в конкурсе «Золотая маска» (г. Майкоп) (http://gymn22.narod.ru/news.html)

## Изучение пьесы на школьных уроках
В педагогических журналах вышли разработки школьных уроков по изучению пьесы «Серебряный котел дури» в средних и старших классах школы:
- в журнале «Ваша библиотека» № 1, ноябрь 2010 г. стр. 40-49. Название разработки урока — «Берегитесь жизненной скуки».
- в журнале «Образование в современной школе» № 3, март 2011 г. стр. 8-15. Название разработки урока — «Помощь живым — в нас самих».

## Повесть по сюжету пьесы
9 марта 2011 г. в книге «Профилактика вредных привычек» (Москва, «Планета», 2011 год, стр. 59-75) опубликована новая одноимённая повесть по мотивам пьесы «Серебряный котел дури» И. Агаповой. В повести есть подзаголовок «повесть-быль».

## Продолжение и начало «Серебряного котла дури»
Продолжением пьесы «Серебряный котёл дури» являются пьесы «Венок из мертвых цветов», «Сапфиры принцессы» (опубликованные в той же книге «Праздник в школе. Выпускные балы, конкурсы», и «Отель разбитых сердец» (книга И. Агаповой «Мы — патриоты» изд «Вако» 2008 г.)
Но интересно также и то, что в 2012 году в журнале «Вестник педагога искусств» вышел роман И. Агаповой «Второстепенный инстинкт», который является НАЧАЛОМ, логическим предвестием произведения «Серебряный котёл дури»..